# Olenecamptus triplagiatus
Olenecamptus triplagiatus es una especie de escarabajo longicornio del género Olenecamptus, subfamilia Lamiinae. Fue descrita científicamente por Jordan en 1894.
Se distribuye por Camerún, Costa de Marfil, Gabón, Ghana, República Centroafricana, República Democrática del Congo y Togo. Mide 16-20 milímetros de longitud. El período de vuelo ocurre en el mes de abril.